# کوین براک (بازیکن فوتبال)
کوین براک (انگلیسی: Kevin Brock؛ زادهٔ ۹ سپتامبر ۱۹۶۲) بازیکن فوتبال اهل بریتانیا است.
از باشگاه‌هایی که در آن بازی کرده‌است می‌توان به باشگاه فوتبال کویینز پارک رنجرز، باشگاه فوتبال آکسفورد سیتی، باشگاه فوتبال آکسفورد یونایتد، باشگاه فوتبال نیوکاسل یونایتد، و باشگاه فوتبال کاردیف سیتی اشاره کرد.
وی همچنین در تیم ملی فوتبال زیر ۲۱ سال انگلستان بازی کرده‌است.